# تشاميريا
تشاميريا (بالألبانية: Çamëria، بالإنجليزية:Chameria، بالتركية: Çamlık (bölge)): هو مصطلح يستخدمه الألبان في الغالب اليوم للإشارة إلى أجزاء من المنطقة الساحلية لإبيروس في جنوب ألبانيا واليونان، والتي ترتبط تقليديًا بالمجموعة العرقية الألبانية الفرعية من ألبان الشام. لفترة وجيزة (1909-1912)، تم دمج ثلاث أقضية في منطقة إدارية تسمى سنجق تشاملاك من قبل العثمانيين. خلال فترة ما بين الحربين العالميتين، كان الاسم مستخدمًا على نطاق واسع وكان الاسم الرسمي للمنطقة الواقعة فوق نهر أشيرون في جميع وثائق الدولة اليونانية. اليوم أصبح هذا الاسم قديما في اللغة اليونانية، ولا يزال باقياً في بعض الأغاني الشعبية القديمة. بعيدًا عن الاستخدامات الجغرافية والإثنوغرافية، اكتسبت أسماء الأماكن في ألبانيا في العصر الحديث دلالات وحدوية.